# Корочанский район
Короча́нский райо́н — административно-территориальная единица (район) и муниципальное образование (муниципальный район) в Белгородской области России.
Административный центр — город Короча.

## География
Район расположен в центральной части области, граничит с семью другими районами: Белгородским, Яковлевским, Прохоровским, Губкинским, Чернянским,Новооскольским и Шебекинским. Территория района — 1417 км².

### Климат
Климат Корочанского района умеренно-континентальный: зима с частыми оттепелями, лето теплое со значительными осадками. Район обладает богатыми ресурсами тепла. Продолжительности безморозного периода 163 дня. Средняя температура января -8-9 градусов Цельсия, средний из абсолютных минимумов составляет -26-28 °C, в наиболее холодные зимы температура падает до -36-38 °C. Летом наблюдается повышение температуры до +40 +43 °C.

### Рельеф
Характерные черты рельефа Корочанского района определяются его расположением в пределах Среднерусской возвышенности. Основными формами рельефа являются междуречные плато, речные долины, поймы, балки и овраги. Перепады высот на территории района достигают 80 метров, отметки высот относительно уровня моря от 140 до 220 м.

### Гидрография
Речная сеть Корочанского района представлена несколькими реками, протекающими преимущественно с севера на юг. Среди них: река Короча, общая протяженность на территории района 55,9 км; река Ивица - 18,8 км; река Корень - 43,5 км; река Холок - 15,8 км; река Халань - 7 км; река Разумная - 17,5 км. Самой крупной рекой района является река Короча, которая берет свое начало в Губкинском районе Белгородской области между селами Ольховатка и Истобное. Впадает в реку Нежеголь в 21 кв. км от ее устья на территории Шебекинского района. Река Короча имеет общую длину 91 км, площадь водосброса 982 кв. км.
Севернее города Короча расположено Корочанское водохранилище. Объем водохранилища составляет 6,8 млн. куб метров, площадь зеркала - 247 Га. По днищам балок расположены пруды, которых в районе 23. Наиболее популярным среди местного населения является пруд Дубравушка.
На территории района присутствует большое количество родников, из которых более 40 благоустроены и являются точками притяжения для туристско-рекреационной деятельности. Самым известным является родник Ясный Колодец, расположенный на севере г. Короча.

### Полезные ископаемые
Среди полезных ископаемых наиболее важное значение имеют осадочные породы различного происхождения, возраста и состава; под слоем почвы располагаются суглинки и рыхлые пески, под которыми обнаруживаются различные осадочные породы морского происхождения, известняки, мел. Во многих местах можно видеть невысокие куполообразные меловые бугры. По химическому составу мел относится к группе чистого, так как содержание в нем углекислого кальция составляет 95 - 98,5%, содержит 98% извести. Известны большие запасы различных глин. По всей территории района распространены разнообразные пески, месторождения обнаружены в речных долинах и в нижних частях балок. Известны в районе месторождения фосфоритов, но они имеют невысокое качество. Топливными ресурсами район не располагает.

## Растения и животные

### Растительность
Корочанский район расположен в лесостепной зоне, где участки леса чередуются с участками лугов и окультуренной степи. Леса государственного значения в районе занимают 9,5 тысяч га. Самый крупный лесной массив расположен на юго-западе района, в междуречье Корочи и Корени, и представлен дубовым лесом. На полях сельскохозяйственных предприятий созданы защитные лесонасаждения на площади 3,4 тысячи га, из них полезащитные водорегулирующие лесные полосы 0,8 га.
Основная порода лесов района - дуб, липа мелколистная и клен остролистный, ясень, вяз. Груши, яблони, клёны полевой и татарский, встречаются отдельными деревьями или небольшими группами. Присутствуют лесонасаждения из сосны. Из кустарников - бересклет европейский и бородавчатый, боярышник, шиповник. Представителями разнотравья являются: тысячелистник, подорожник ланцетовидный, одуванчик, лапчатка серебристая, цикорий обыкновенный, земляника, полынь. Из вредных и ядовитых растений встречаются: бодяк, чертополох обыкновенный, молочай лозный. Заболоченные участки заняты тростником, камышом. Из злаковых на лугах произрастают мятник луговой, овсяница луговая, тимофеевка; из бобовых - клевер белый и розовый.

### Животный мир
На территории Корочанского района насчитывается по разным оценкам от 10 до 15 тысяч видов животных, 400 видов - высокоразвитые животные, остальные беспозвоночные. Среди обитателей леса - лоси, олени, дикие кабаны, косули. Появление сурка-байбака в районе связано с искусственным расселением, лисицы, заяц-русак, куницы, волки. Редко встречаются выдра, норка европейская, куницы, хори степные и лесные.
На территории района насчитывается около 250 видов птиц, в том числе 170 гнездящихся, а остальные перелетные. Отряд воробьиных (90 видов), куликов (35 видов), гусеобразные (30 видов). На водоемах живут утки, лебеди. В небольшом количестве встречаются белые аисты, серые цапли, серые журавли. У берегов водоемов обитают стрекозы, пауки, комары и различные жуки.

## История района
Современная история района берет свое начало в первой половине XVII века, когда началось строительство Белгородской засечной черты. По территории Корочанского района в те времена проходил Изюмский шлях, на котором 16 апреля 1637 года началось строительство города-крепости Яблонов. Крепость возводилась с целью перекрыть этот маршрут для набегов крымских татар и ногайцев на Русь. Через год, весной 1638 года юго-западнее Яблонова был построен город-крепость Короча, который стал административным центром Короченского участка Белгородской черты, а в дальнейшем - центром одноименного уезда.
Корочанский уезд известен по писцовым описаниям как административно-территориальная единица с середины XVII века, к нему относились близлежащие поселения к Короче. Город с уездом входил в состав Белгородского разряда. Корочанский уезд формально был упразднён как административно-территориальная единица в 1708 году в ходе областной реформы Петра I, Короча вошла в состав Киевской губернии «для близости к Киеву».
В 1727 году из состава Киевской губернии была выделена Белгородская губерния, состоящая из Белгородской, Орловской и Севской провинций. Корочанский уезд был восстановлен в составе Белгородской провинции Белгородской губернии.

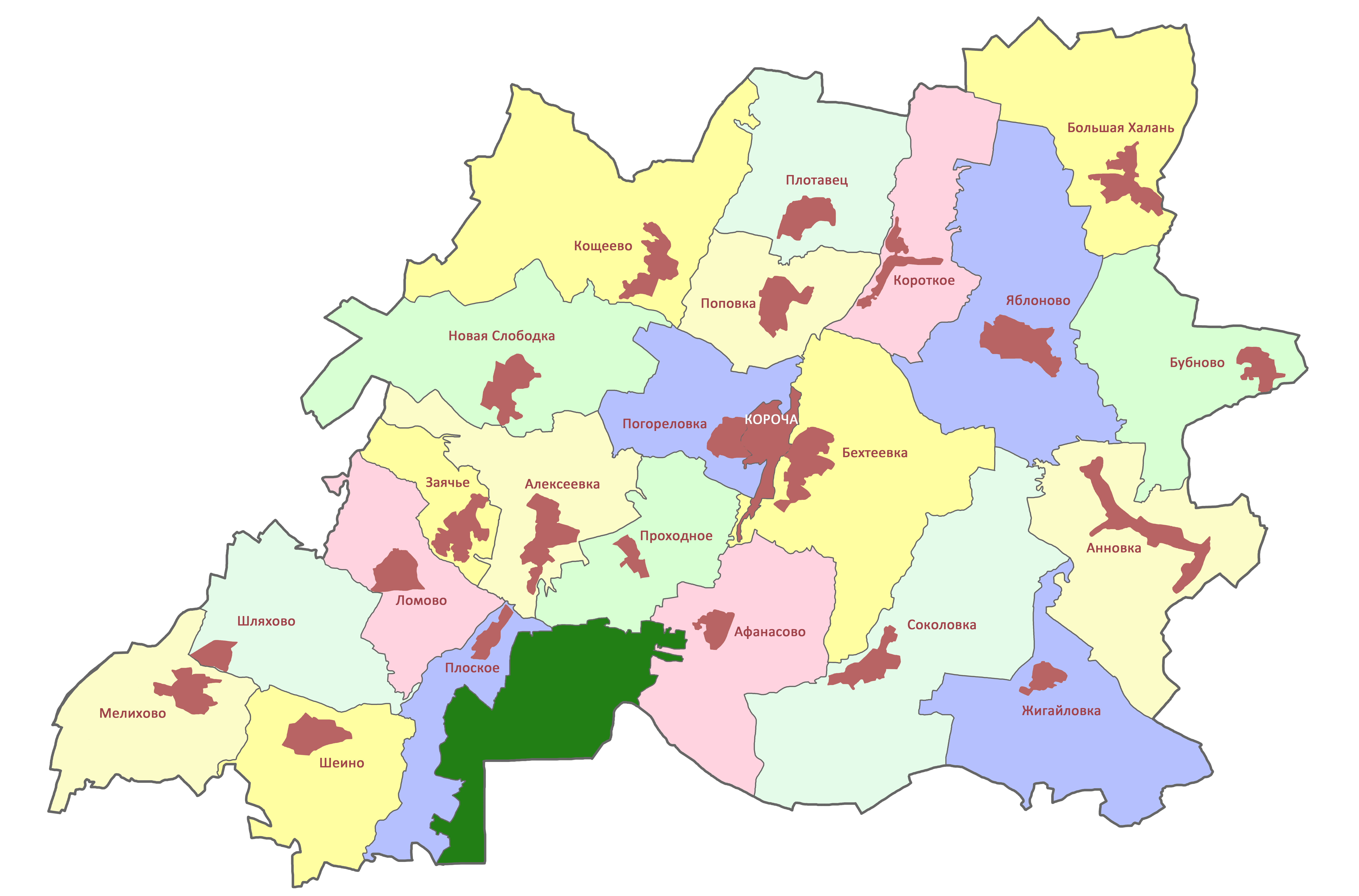
Карта Корочанского района с границами сельских поселений и обозначением населенных пунктов, являющихся их административными центрами

В 1779 году в результате губернской реформы Екатерины II Белгородская губерния была упразднена. Корочанский уезд, границы которого были пересмотрены (в частности, в его состав вошёл упразднённый Яблоновский уезд), вошёл в состав Курского наместничества.
В 1796 году Курское наместничество было преобразовано в Курскую губернию. Часть территории Корочанского уезда была передана в Старооскольский уезд, но к Корочанскому уезду была присоединена часть Новооскольского уезда и небольшая территория, отошедшая от упразднённого Харьковского наместничества.
В 1802 году в связи с восстановлением уездов, упразднённых в 1796 году, границы Корочанского уезда были в очередной раз пересмотрены. C 1802 по 1924 год Корочанский уезд существовал без значительных территориальных изменений. По постановлению Президиума ВЦИК от 12 мая 1924 года Корочанский уезд был упразднён, а его территория практически полностью вошла в состав укрупнённого Белгородского уезда.
Корочанский район образован 30 июля 1928 года в составе Белгородского округа Центрально-Чернозёмной области. В него вошла часть территории бывшего Корочанского уезда Курской губернии. С 13 июня 1934 года район в составе Курской области, с 6 января 1954 года — в составе Белгородской. 1 февраля 1963 года был образован Корочанский сельский район, в состав которого вошел город Короча.
С 1 января 2006 года в соответствии с Законом Белгородской области от 20.12.2004 № 159 муниципальное образование «Корочанский район» наделено статусом муниципального района. На территории района образованы 23 муниципальных образования: 1 городское и 22 сельских поселений.

## Население
| 1959    | 1970    | 1979    | 1989    | 2002    | 2009    | 2010    | 2011    | 2012    |
| ------- | ------- | ------- | ------- | ------- | ------- | ------- | ------- | ------- |
| 50 512  | ↗54 371 | ↘44 654 | ↘39 409 | ↗39 722 | ↘38 670 | ↗38 695 | ↘38 627 | ↘38 513 |
| 2013    | 2014    | 2015    | 2016    | 2017    | 2018    | 2019    | 2020    | 2021    |
| ↘38 486 | ↗38 527 | ↗38 967 | ↗39 213 | ↗39 499 | ↗39 580 | ↘39 470 | ↘38 966 | ↘35 883 |

### Урбанизация
В городских условиях (Короча) проживают 15,67 % населения района.

### Национальный состав
По итогам переписи населения 2020 года проживали следующие национальности (национальности менее 0,1 % и другое, см. в сноске к строке «Другие»):
| Национальность   | Численность, чел. | Доля     |
| ---------------- | ----------------- | -------- |
| Русские          | 31 544            | 87,91 %  |
| Украинцы         | 458               | 1,28 %   |
| Азербайджанцы    | 376               | 1,05 %   |
| Турки            | 317               | 0,88 %   |
| Армяне           | 71                | 0,20 %   |
| Турки-месхетинцы | 69                | 0,19 %   |
| Молдаване        | 66                | 0,18 %   |
| Татары           | 44                | 0,12 %   |
| Цыгане           | 40                | 0,11 %   |
| Узбеки           | 36                | 0,10 %   |
| Другие           | 2862              | 7,98 %   |
| Итого            | 35 883            | 100,00 % |

## Административное деление
В Корочанский район как муниципальное образование со статусом муниципального района входят 23 муниципальных образования, в том числе 1 городское и 22 сельских поселения:
| №  | Муниципальное образование          | Административный центр | Количество населённых пунктов | Население | Площадь, км2 |
| -- | ---------------------------------- | ---------------------- | ----------------------------- | --------- | ------------ |
| 1  | городское поселение город Короча   | город Короча           | 3                             | 6309      | 7,926        |
| 2  | Алексеевское сельское поселение    | село Алексеевка        | 6                             | 2160      | 49,884       |
| 3  | Анновское сельское поселение       | село Анновка           | 6                             | 1098      | 77,570       |
| 4  | Афанасовское сельское поселение    | село Афанасово         | 6                             | 1439      | 66,612       |
| 5  | Бехтеевское сельское поселение     | село Бехтеевка         | 11                            | 4225      | 89,59        |
| 6  | Большехаланское сельское поселение | село Большая Халань    | 1                             | 930       | 73,87        |
| 7  | Бубновское сельское поселение      | село Бубново           | 3                             | 667       | 56,40        |
| 8  | Жигайловское сельское поселение    | село Жигайловка        | 6                             | 592       | 65,42        |
| 9  | Заяченское сельское поселение      | село Заячье            | 1                             | 635       | 23,21        |
| 10 | Коротковское сельское поселение    | село Короткое          | 4                             | 386       | 46,00        |
| 11 | Кощеевское сельское поселение      | село Кощеево           | 9                             | 1177      | 117,38       |
| 12 | Ломовское сельское поселение       | село Ломово            | 5                             | 1743      | 42,00        |
| 13 | Мелиховское сельское поселение     | село Мелихово          | 3                             | 3162      | 58,66        |
| 14 | Новослободское сельское поселение  | село Новая Слободка    | 9                             | 910       | 79,312       |
| 15 | Плосковское сельское поселение     | село Плоское           | 8                             | 338       | 35,45        |
| 16 | Плотавское сельское поселение      | село Плотавец          | 5                             | 506       | 79,312       |
| 17 | Погореловское сельское поселение   | село Погореловка       | 3                             | 2880      | 33,54        |
| 18 | Поповское сельское поселение       | село Поповка           | 5                             | 1321      | 43,14        |
| 19 | Проходенское сельское поселение    | село Проходное         | 5                             | 1121      | 46,343       |
| 20 | Соколовское сельское поселение     | село Соколовка         | 12                            | 918       | 112,83       |
| 21 | Шеинское сельское поселение        | село Шеино             | 2                             | 870       | 55,13        |
| 22 | Шляховское сельское поселение      | село Шляхово           | 6                             | 531       | 59,31        |
| 23 | Яблоновское сельское поселение     | село Яблоново          | 8                             | 1965      | 96,72        |

В районе 127 сельских населенных пунктов: 56 сёл, 67 хуторов, 3 поселка, 1 деревня.
Упразднённые населённые пункты:
- 2000 год — хутора Бакаев Бехтеевского сельского округа, Круглый Бродок Кощеевского сельского округа, Первое Мая Соколовского сельского округа, Знаменка Шляховского сельского округа[21]
- 2001 год — хутор Аркадьевка Шеинского сельского округа[22]

## Местное самоуправление
Главы местного самоуправления
- 1993 — 2000 — Бредихин Иван Михайлович
- 2003 — 2012 — Закотенко Владимир Иванович
- 2012 — 2014 — Сергиенко Александр Николаевич
- 2014 — 2016 — Полуянова Наталия Владимировна
- 2016 — н.в. — Нестеров Николай Васильевич

## Экономика

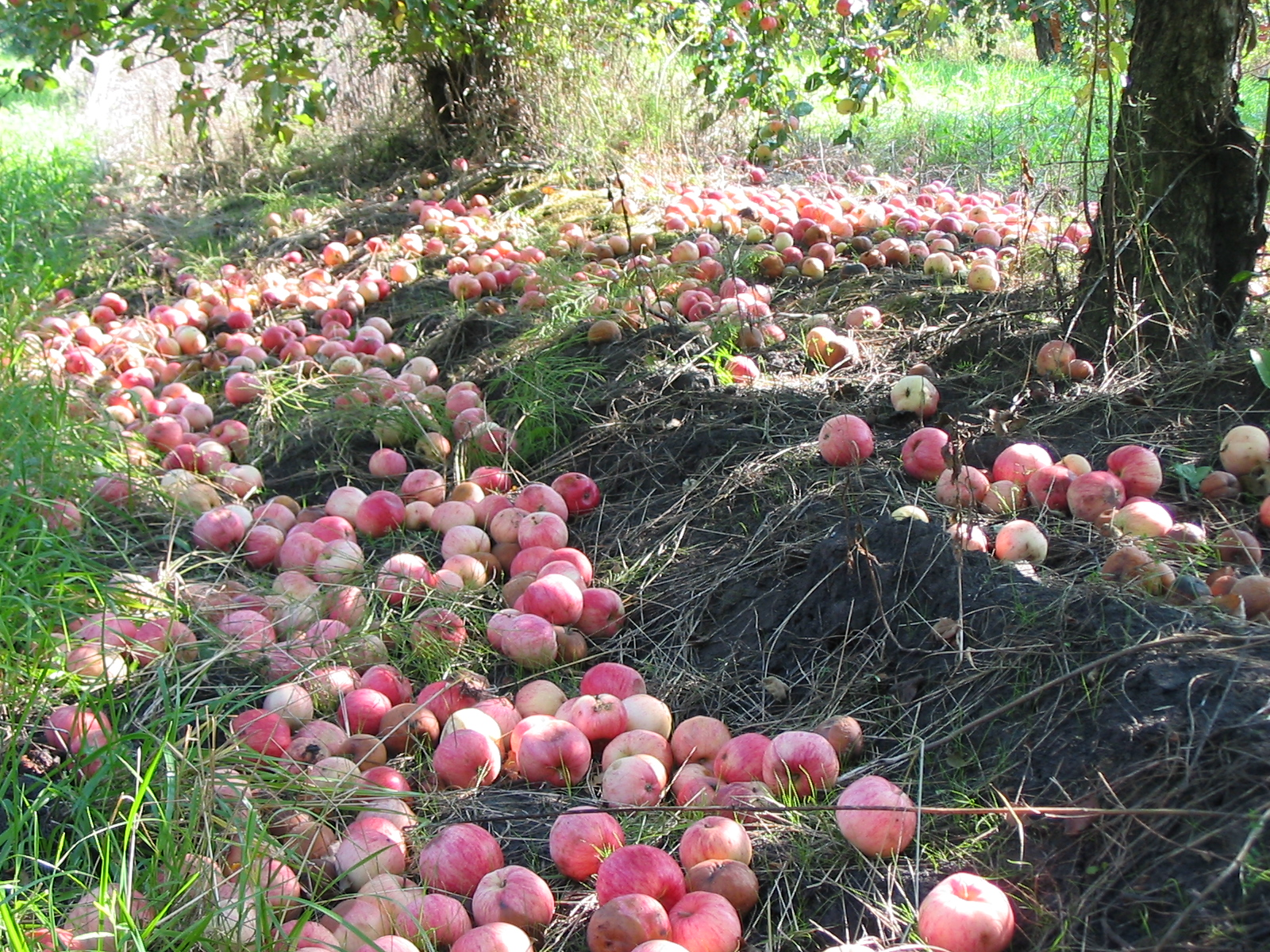
Знаменитые Корочанские сады

Исторически на территории района была развита пищевая промышленность. Эта тенденция прослеживается и в настоящее время. В районе развито садоводство - выращивание яблок - а также производство соков, консервных изделий и прочих сопутствующих продуктов. По итогам 2020 года Корочанский район занял первое место по валовому сбору плодово-ягодных культур (8,7 тыс.т) среди муниципальных образований Белгородской области. ООО «Корочанские сады» в 2012 году вошло в десятку лучших хозяйств России по садоводству и в пятёрку лучших — по питомниководству. Общая площадь плодовых насаждений 744 гектара. Питомник предприятия, общей площадью 100 га, является крупнейшим в Центральном федеральном округе.
В районе создан индустриально развитый агропромышленный комплекс, ведущей отраслью которого является свиноводство с долей около 60% в стоимости валовой продукции. С июля 2009 года в Корочанском районе действует ЗАО «Свинокомплекс Короча», производственный комплекс по убою и переработке охлаждённой свинины, принадлежащий агрохолдингу «Мираторг». Предприятие перерабатывает 3 млн голов в год и производит более 300 наименований продукции для розничных и корпоративных клиентов. Общий объём производства свинины в 2014 году превысил отметку 1 млн тонн. Основное направление поставок — Москва, Санкт-Петербург. Крупнейший в России подобного рода завод, в Европе — третий. Также на территории района расположено более 10 свиноводческих комплексов. По поголовью свиней (500 тыс. голов) Корочанский район занимает второе место в Белгородской области (2020 год).
На территории района работает компания «Старая крепость», основное направление деятельности  связано с производством и продажей пива, кваса и безалкогольных напитков. Базируясь еще на советском предприятии «Корочанский райпищекомбинат», к настоящему времени компания является региональным лидером в производстве слабоалкогольных напитков. В 2006 году на предприятии началась глобальная модернизация, которая была закончена в 2015 году. К лету 2016 года на предприятии было установлено новейшее оборудование, позволяющее автоматизировать многие процессы и обеспечить увеличение объемов выпуска продукции.
АО Агрофирма «Русь» — птицеводческий комплекс проектной мощностью 700 тыс. голов птицы и 170 млн. штук яйца в год.
ООО «Русь-Молоко» — производство молока, масла, кефира, сметаны, творога.
ООО «Мясные фермы – Искра» — выращивание «мраморного» мяса крупного рогатого скота мясных пород.
Объём отгруженных товаров собственного производства, выполнено работ и услуг собственными силами по обрабатывающим производствам за 2010 год — 15,69 млрд руб.  В 2017 году этот показатель составил 58,7 млрд. рублей.
По итогам 2020 года отгружено товаров собственного производства, выполнено работ и услуг по крупным и средним предприятиям на сумму 63,7 млрд рублей.

## Образование
На территории Корочанского района действуют:
- 8 дошкольных учреждений, из них 6 – муниципальные («Детский сад общеразвивающего вида № 1 «Сказка» города Короча», «Детский сад общеразвивающего вида № 2 «Жемчужинка» города Короча», «Детский сад общеразвивающего вида № 3 села Бехтеевка», «Детский сад общеразвивающего вида № 4 села Алексеевка»,  «Детский сад общеразвивающего вида № 5 «Теремок» села Погореловка», «Детский сад общеразвивающего вида № 6 села Ломово»), частный детский сад«Уютный» (АПХ Мираторг, село Погореловка), частный детский сад «Светлячок» села Дальняя Игуменка;
- 24 общеобразовательные школы, из них 22 – муниципальные (1 – начальная, 4 – основные, 16 – средние, «Корочанская школа-интернат»);
- 4 учреждения дополнительного образования (МБУДО «Детско-юношеская спортивная школа», МБУДО «Станция юных натуралистов», МБУДО «Дом детского творчества», МБУДО «Межшкольный учебный центр»);
- «Корочанский сельскохозяйственный техникум».

## Культура
В Корочанском районе действуют:
- 38 культурно-досуговых учреждений (МКУК «Корочанский районный Дом культуры» с 37 филиалами: Бехтеевский и Мелиховский центры культурного развития, Дальнеигуменский культурно-спортивный центр, Проходенский и Плосковский культурно-спортивные комплексы, 21 сельский дом культуры, 10 сельских клубов, Корочанский районный организационно-методический центр, Корочанский районный дом ремесел);
- 31 библиотека – МКУК «Корочанская центральная районная библиотека имени Н.С.Соханской (Кохановской)» с 30 структурными подразделениями – детской и 29 сельскими библиотеками;
- МБОУДО «Алексеевская школа искусств»;
- МБОУДО «Корочанская школа искусств»;
- «Корочанский районный историко-краеведческий музей» со структурным подразделением «Музей истории Корочанского края»;
- «Центр молодежных инициатив» Корочанского района.

Основные спортивные сооружения района: стадион в городе Короча, спортивный комплекс села Бехтеевка с 2 плавательными бассейнами и 5 спортивными залами, 2 многофункциональные спортивные площадки (села Алексеевка и Бехтеевка), 2 специализированные площадки «Workout» (город Короча, село Бехтеевка).

### Храмы
Главный храм Корочанского благочиния (района) — Храм Рождества Пресвятой Богородицы. Он был построен в 1873 году.

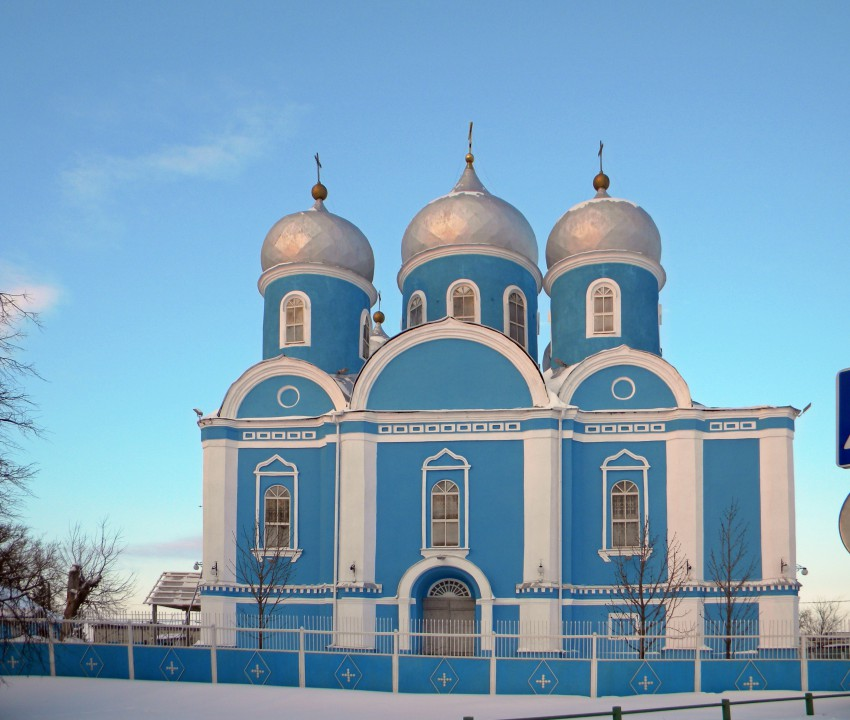
Церковь Успения Пресвятой Богородицы в селе Алексеевка

Корочанский район является родиной 15 Героев Советского Союза, 6 Героев Социалистического Труда и одного Полного Кавалера ордена Славы.